# Armiger schamaricus
Armiger schamaricus е вид коремоного от семейство Planorbidae.

## Разпространение
Видът е разпространен в Таджикистан.